# Línea de alta velocidad Ródano-Alpes
La LGV Rhône-Alpes (LGV Ródano-Alpes en español) es una parte de la red francesa de ferrocarriles de alta velocidad usada por los TGV. Situada en la región Rhône-Alpes es la continuación hacia el sur de la LGV Sud-Est. Tiene una longitud de 115 km.
Abierta totalmente al servicio en 1994, esta línea hace un "by-pass" al área metropolitana de Lyon por el este sirviendo a la estación Lyon-Saint-Exupéry, próxima al aeropuerto de Lyon (originariamente la estación se llamó Satolas).
La línea fue construida en dos etapas, norte y sur. La primera sección fue abierta en 1992 para los Juegos Olímpicos de invierno de Albertville.

## La Ruta
La línea atraviesa cuatro départements, de norte a sur:
- Ain
- Ródano
- Isère
- Drôme

La línea tiene un total de 115 km, 42 km desde Montanay hasta Saint-Quentin-Fallavier, y 73 km desde Saint-Quentin-Fallavier hasta Valence.
La línea está conectada a la red ferroviaria trafidional en Saint-Quentin-Fallavier, permitiendo la llegada de los trenes TGV a los departamentos franceses de Saboya e Isère y a Italia (vía Chambéry y Modane).

## Especificaciones
La línea tiene una superficie total de 12.18 km² (Es la misma superficie que ocupa el aeropuerto Saint-Exupéry de Lyon).
Al igual que la LGV Sud-Est, la primera sección fue diseñada para una velocidad nominal de 300 km/h, con un radio mínimo de curva de 4000 m y una distancia entre vías de 4,2 m. La segunda fue diseñada para una velocidad de 320 km/h.
La línea incluye 10 grandes viaductos (que suman 4,3 km) y 4 túneles (con una longitud total de 5,3 km).
Un puesto de comando situado en Lyon y llamado CCT (Commande centralisée des trains - Comando centralizado de trenes) permite un monitoreo continuo de los trenes en circulación por la línea y el control a distancia de las instalaciones de seguridad.

## Estaciones
La línea comprende, además, dos nuevas estaciones
- Lyon Saint-Exupéry: situada en el municipio de Colombier-Saugnieu. Esta estación, con una diseño modernista, es obra del arquitecto español Santiago Calatrava. La estación da servicio al aeropuerto Lyon-Saint-Exupéry.
- Valence TGV en cercanías de la ciudad de Valence.

## Historia
- 28 de octubre de 1989: Declaración de utilidad pública de la línea.
- 13 de diciembre de 1992: Comienzan los servicios en la primera sección de 42 km entre Montanay y Saint-Quentin-Fallavier
- 3 de julio de 1994: Comienzan los servicios en la primera sección de 73 km entre Saint-Quentin-Fallavier and Saint-Marcel-lès-Valence
- 3 de julio de 1994: Inauguración de la estación Gare de Lyon-Saint-Exupéry TGV.
- 7 de junio de 2001: Inauguración de la LGV Méditerranée extendiendo esta línea hacia el sur hasta la ciudad de Marsella.